# Lordiphosa miki
Lordiphosa miki är en tvåvingeart som först beskrevs av Oswald Duda 1924.  Lordiphosa miki ingår i släktet Lordiphosa och familjen daggflugor.
Artens utbredningsområde är Österrike. Inga underarter finns listade i Catalogue of Life.